# Van Wijk Sportvereniging
Van Wijk Sportvereniging (VWS) is een voormalige Nederlandse amateurvoetbalclub uit Leiden. VWS werd opgericht op 1 maart 1946 en was een fabrieksploeg van de deken- of textielfabriek Van Wijk. De club had zijn thuisbasis aan de Kanaalweg.
Het hoogste niveau waarop de club gespeeld heeft is de Derde Klasse KNVB, maar de club speelde voornamelijk in de Vierde Klasse KNVB of de Eerste Klasse van de Leidsche Voetbalbond (LVB). 
De club moest vertrekken van de Kanaalweg toen de fabriek werd overgenomen door projectontwikkelaar Zwolsman. Toen de club geen nieuw terrein kon vinden, leek de club te gaan fuseren met VV De Sleutels, maar dit ging uiteindelijk niet door. VWS zocht daarna toenadering tot VV Leiden en dat leidde tot de fusie per 30 juni 1974, waarbij VV Leiden de eigen naam behield. 